# Prêmio Guarani de Cinema Brasileiro 2016
O Prêmio Guarani de Cinema Brasileiro de 2016 foi a vigésima primeira edição do Prêmio Guarani, organizada pela Academia Guarani de Cinema. Os cinco finalistas de cada categoria foram selecionados pelos membros da Academia Guarani de Cinema, os quais são críticos e jornalistas de todo o Brasil. A divulgação dos indicados foi feita em parceria com o site Papo de Cinema a partir de 17 de março de 2016.
A homenagem desta edição foi para a atriz Ruth de Souza, que recebeu o Guarani Honorário.

## Resumo
A vigésima primeira cerimônia do Prêmio Guarani de Cinema Brasileiro 25 longas-metragens brasileiros receberam ao menos uma indicações dentre as 19 categorias possíveis de se concorrer. Além destes, mais cinco produções internacionais concorrem ao prêmio de Melhor Filme Estrangeiro. Pelo segundo ano consecutivo não teve nenhum representante dos Estados Unidos, sendo os indicados representantes da Austrália, Ucrânia, Bélgica, Rússia e Chile.
O campeão de indicações da edição foi Chatô, o Rei do Brasil, filme indicado também ao Grande Otelo de melhor filme, somando 13 indicações. O segundo lugar no ranking de indicações foi ocupado por Que Horas Ela Volta?, que recebeu 12 indicações. A História da Eternidade ocupa a terceira colocação com 11 indicações.

## Vencedores e indicados
Os nomeados para a 21ª edição foram anunciados na página oficial do Papo de Cinema em 25 de março de 2016. Os vencedores estão em negrito.
| Melhor Filme | Melhor Direção |
| --- | --- |
| - Que Horas Ela Volta? – Caio Gullane, Fabiano Gullane, Debora Ivanov, Anna Muylaert - A História da Eternidade – Camilo Cavalcante, Marcello Ludwig Maia, Stella Zemmerman - Branco Sai, Preto Fica – Adirley Queirós - Casa Grande – Iafa Britz - Chatô, O Rei do Brasil – Guilherme Fontes                                                    | - Anna Muylaert – Que Horas Ela Volta? - Adirley Queirós – Branco Sai, Preto Fica - Camilo Cavalcante – A História da Eternidade - Fellipe Barbosa – Casa Grande - Guilherme Fontes – Chatô, o Rei do Brasil |
| Melhor Atriz | Melhor Ator |
| - Regina Casé – Que Horas Ela Volta? como Valdirene Ferreira (Val) - Adriana Esteves – Real Beleza como Anita - Andréa Beltrão – Em Três Atos como Intelectual (jovem) - Clara Gallo – Califórnia como Estela - Maeve Jinkings – Amor, Plástico e Barulho como Jaqueline                                                                         | - Marco Ricca – Chatô, o Rei do Brasil como Assis Chateaubriand - Daniel de Oliveira – Sangue Azul como Zolah - Fábio Porchat – Entre Abelhas como Bruno - Irandhir Santos – Obra como João - João Miguel – A Hora e a Vez de Augusto Matraga como Augusto Matraga |
| Melhor Atriz Coadjuvante | Melhor Ator Coadjuvante |
| - Marcélia Cartaxo – A História da Eternidade como Querência - Gilda Nomacce – Ausência como Luzia - Irene Ravache – Entre Abelhas como Ângela - Karine Teles – Que Horas Ela Volta? como Bárbara Bragança - Nash Laila – Amor, Plástico e Barulho como Shelly                                                                                   | - Irandhir Santos – A História da Eternidade comoJoão "Dinho" - Caio Blat – Califórnia como Carlos - Francisco Cuoco – Real Beleza como Pedro - Lourenço Mutarelli – Que Horas Ela Volta? como José Carlos Bragança - Marcello Novaes – Casa Grande como Hugo Cavalcanti |
| Melhor Roteiro Original | Melhor Roteiro Adaptado |
| - Que Horas Ela Volta? – Anna Muylaert - A História da Eternidade – Camilo Cavalcante - Branco Sai, Preto Fica – Adirley Queirós - Casa Grande – Fellipe Barbosa e Karen Sztajnberg - Entre Abelhas – Fábio Porchat e Ian SBF | - Chatô, o Rei do Brasil – Guilherme Fontes, João Emanuel Carneiro e Matthew Robbins, baseado no livro homônimo de Fernando Morais - A Hora e a Vez de Augusto Matraga – Vinícius Coimbra e Manuela Dias, baseado no conto homônimo de Guimarães Rosa - Depois de Tudo – Marcelo Rubens Paiva, Mauro Mendonça Filho e Lusa Silvestre, baseado na peça No Retrovisor, de Marcelo Rubens Paiva - Em Três Atos – Lúcia Murat, baseado livremente em textos de Simone de Beauvoir e no espetáculo Qualquer Coisa a Gente Muda - Permanência – Leonardo Lacca, baseado no curta Décimo Segundo, de Leonardo Lacca |
| Melhor Documentário | Revelação do Ano |
| - Cássia Eller – Iafa Britz e Carolina Castro - Chico: Artista Brasileiro – Miguel Faria Jr., Jorge Peregrino - O Sal da Terra – David Rosier - Olmo e a Gaivota – Tiago Pavan, Charlotte Pedersen e Luís Urbano - Últimas Conversas – João Moreira Salles e Maria Carlota Bruno                                                                 | - Camila Márdila – Que Horas Ela Volta? como Jéssica Ferreira - Filipe Matzembacher e Márcio Reolon – Beira-Mar, diretores do filme - Matheus Fagundes – Ausência como Serginho - Renata Pinheiro – Amor, Plástico e Barulho, diretora do filme - Thales Cavalcanti – Casa Grande como Jean Cavalcanti |
| Melhor Direção de Fotografia | Melhor Direção de Arte |
| - A História da Eternidade – Beto Martins - A Estrada 47 – Carlos Arango de Montis - Chatô, o Rei do Brasil – José Roberto Eliezer - Obra – André S. Brandão - Sangue Azul – Mauro Pinheiro Jr. | - Chatô, o Rei do Brasil – Gualter Pupo - A Estrada 47 – Sergio Tribastone - A História da Eternidade – Julia Tiemann - Amor, Plástico e Barulho – Thales Junqueira, Dani Vilela - Que Horas Ela Volta? – Marcos Pedroso, Thales Junqueira |
| Melhor Figurino | Melhor Maquiagem |
| - Chatô, o Rei do Brasil – Rita Murtinho - A Estrada 47 – Elisabetta Antico - A História da Eternidade – Paulo Ricardo - Amor, Plástico e Barulho – David Parizotti - Califórnia – Catarina Jacobsen | - Chatô, o Rei do Brasil – Maria Lucia Mattos e Martín Macias Trujillo - A Estrada 47 – Federico Carrette e Vicenzo Mastrantonio - Amor, Plástico e Barulho – Donna Meirelles - Condado Macabro – Olivia de Brito e Fabio Servullo - Sangue Azul – Tayce Vale |
| Melhor Montagem | Melhor Efeito Visual |
| - Chatô, o Rei do Brasil – Felipe Lacerda e Umberto Martins - A História da Eternidade – Vânia Debs - Branco Sai, Preto Fica – Guille Martins - Obra – Gabriel Vieira de Mello - Que Horas Ela Volta? – Karen Harley | - A Estrada 47 – Robson Sartori - Chatô, o Rei do Brasil – Marcus Cidreira - Condado Macabro – Diogo Girondi - Entre Abelhas – Ian SBF - Operações Especiais – Sergio Farjalla Jr. e Guilherme Ramalho |
| Melhor Som | Melhor Trilha Sonora |
| - A Estrada 47 – Ivan Neskov, Vasco Pedroso e Branko Neskov - Branco Sai, Preto Fica – Adirley Queirós - Chatô, o Rei do Brasil – Mark van der Willigen, Marcelo Cyro, Pedro Lima e Sergio Fouad - Obra – Fábio Baldo, Raul Jooken Baptista e Ariel Henrique - Que Horas Ela Volta? – Gabriela Cunha, Paulo Gama, Miriam Biderman e Ricardo Reis | - A História da Eternidade – Zbigniew Preisner e Dominguinhos - Amor, Plástico e Barulho – DJ Dolores e Yuri Queiroga - Branco Sai, Preto Fica – Marquim da Tropa - Chatô, o Rei do Brasil – Pedro Lima - Que Horas Ela Volta? – Fabio Trummer, Vitor Araújo |
| Melhor Elenco | Melhor Filme Estrangeiro |
| - Que Horas Ela Volta? – Luiz Mário Vicente - A História da Eternidade – Bárbara Isabella Rocha - Califórnia – Felipe Luz e Gustavo Tranquilin - Casa Grande – Amanda Gabriel - Chatô, o Rei do Brasil – Luiz Antonio Rocha | - Mad Max: Estrada da Fúria (Austrália) - A Gangue (Ucrânia) - Dois Dias, Uma Noite (Bélgica) - Leviatã (Rússia) - O Clube (Chile) |

## Estatísticas

### Filmes com mais indicações
| Nomeações | Filme                             |
| --------- | --------------------------------- |
| 13        | Chatô, o Rei do Brasil            |
| 12        | Que Horas Ela Volta?              |
| 11        | A História da Eternidade          |
| 7         | Amor, Plástico e Barulho          |
| 6         | A Estrada 47                      |
| 6         | Branco Sai, Preto Fica            |
| 6         | Casa Grande                       |
| 4         | Califórnia                        |
| 4         | Entre Abelhas                     |
| 4         | Obra                              |
| 3         | A Hora e a Vez de Augusto Matraga |
| 2         | Através da Sombra                 |
| 2         | Ausência                          |
| 2         | Condado Macabro                   |
| 2         | Em Três Atos                      |
| 2         | Real Beleza                       |

| Prêmios | Filme                    |
| ------- | ------------------------ |
| 6       | Chatô, o Rei do Brasil   |
| 6       | Que Horas Ela Volta?     |
| 4       | A História da Eternidade |
| 2       | A Estrada 47             |